# Dampiera cauloptera
Dampiera cauloptera är en tvåhjärtbladig växtart som beskrevs av Dc.. Dampiera cauloptera ingår i släktet Dampiera, och familjen Goodeniaceae. Inga underarter finns listade i Catalogue of Life.